# Agriotipíneos
Agriotipíneo (Agriotypinae) é uma subfamília paleártica de vespas parasitas, pertencente à família Ichneumonidae. 
Possui apenas um género, Agriotypus. As espécies conhecidas são idiobiontes ectoparasitas de pupas de Trichoptera. O género tem uma colocação e classificação incerta, tendo sido colocada na superfamília Proctotrupoidea e considerada uma família de Ichneumonoidea.